# Dis-moi oui (film, 1995)
Pour les articles homonymes, voir Dis-moi oui.
Pour plus de détails, voir Fiche technique et Distribution.
Dis-moi oui… est un film français réalisé par Alexandre Arcady, sorti en 1995.

## Synopsis
Stéphane Villiers, un pédiatre, remet en cause son existence facile lorsqu'il tombe sur Eva, une adolescente de 12 ans, atteinte d'un angiome cérébral.

## Fiche technique
Sauf indication contraire, les informations mentionnées dans cette section peuvent être confirmées par la base de données cinématographiques Unifrance,  présente dans la section « Liens externes ».
- Titre original et francophone : Dis-moi oui…
- Réalisation : Alexandre Arcady
- Scénario : Alexandre Arcady, Olivier Dazat et Antoine Lacomblez
- Musique : Philippe Sarde
- Décors : Tony Egry
- Costumes : Mic Cheminal
- Photographie : Robert Alazraki
- Son : Frédéric Hamelin
- Montage : Martine Giordano
- Production : Alexandre Arcady
- Production exécutive : Robert Benmussa
- Coproduction : Jean-Bernard Fetoux
- Sociétés de production : New Light Films ; Jiby Productions, Société Générale de Gestion Cinématographique (SGGC) et TF1 Films Production
- Sociétés de distribution : UGC Distribution (France) ; Alliance Vivafilm (Québec) Belga Films (Belgique), Sadfi Films (Suisse romande)
- Pays de production  :  France
- Langue originale : français
- Format : couleur – 1,85:1 – son Dolby SR
- Genre : comédie romantique
- Durée : 107 minutes
- Dates de sortie :
  - France : 19 avril 1995
  - Suisse romande : 12 mai 1995
  - Québec : 16 février 1996

## Distribution
- Jean-Hugues Anglade : Stéphane Villiers
- Claude Rich : le professeur Villiers
- Nadia Farès : Florence
- Julia Maraval : Eva
- Marie Laforêt : Mme Villiers
- Valérie Kaprisky : Nathalie
- Anouk Aimée : Claire Charvet
- Patrick Braoudé : Brice
- Jean-François Stévenin : Dr Arnaud
- Mona Heftre : Mme Castillo
- Aldo Sambrell : le grand-père
- Carmen Chaplin : Candice
- Bernard Verley : le maitre Rodier
- Jean-Claude de Goros : Dr Benoit
- Natacha Régnier : Sophie
- Anna-Maria Vera : Eva, 20 ans

## Production

### Tournage
Le tournage a lieu, en été 1994, en trois semaines, à Bordeaux pour le centre hospitalier universitaire, le jardin public, le cours du Chapeau-Rouge et le CAPC, la place des Quinconces et le palais des sports en fin juillet — où se réunissent, en une journée, 600 figurants bordelais en tenue espagnole pour une scène de concert censée avoir lieu à Séville, ainsi que sa région girondine pour le château Giscours à Labarde, la dune du Pilat sur la côte d'Argent et l'abbaye de La Sauve-Majeure à La Sauve, puis a également lieu en Espagne, en septembre, pour les scènes d'extérieur.

### Musique
La musique du film est composée par Philippe Sarde qui retrouve Alexandre Arcady après son film Pour Sacha (1991).
Liste de pistes
1. It's a Sin to Tell a Lie (2:24), interprétée par le groupe vocal The Ink Spots
2. Dis-moi oui (3:32)
3. Cendrillon (12:09)
4. El veleidoso (5:42)
5. L'envie (9:41)
6. Te quiero (10:43)
7. Me abandono (1:19)
8. There is an Angel (5:09), interprétée par Tina Fabrique